# IC 1338
IC 1338 — галактика типу SB () у сузір'ї Козоріг.
Цей об'єкт міститься в оригінальній редакції індексного каталогу.